# Schottische Kronjuwelen

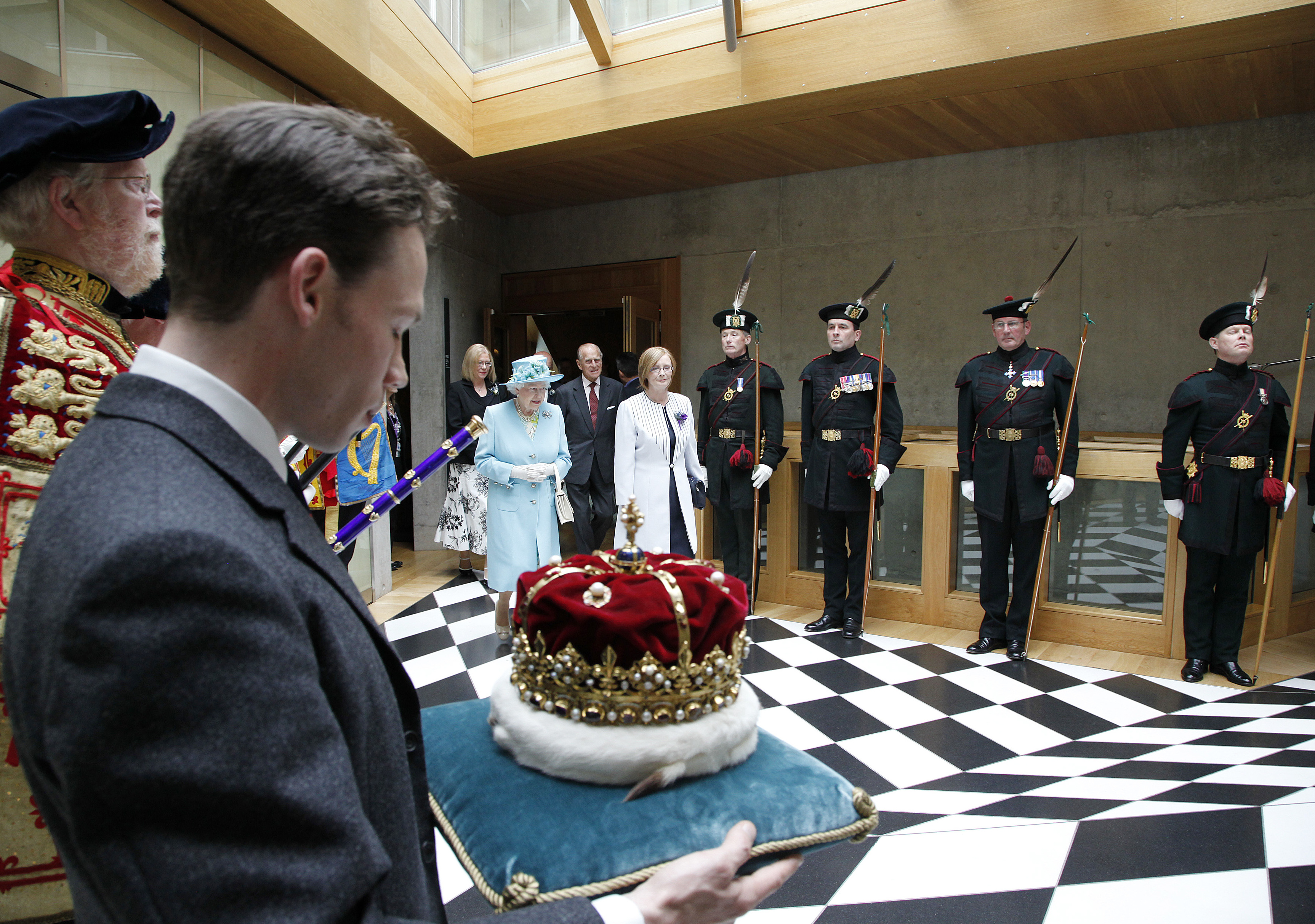
Die schottische Königskrone bei der Parlamentseröffnung 2011 in Anwesenheit Elisabeths II., getragen von Alexander Douglas-Hamilton, 16. Duke of Hamilton

Die Kronjuwelen von Schottland sind die Regalien Schottlands, auch als Honours of Scotland bekannt, und bestehen aus Krone, Staatsschwert und Zepter. Im Ganzen gesehen stellen die Ehrenzeichen eine der ältesten Sammlungen europäischer königlicher Insignien dar.

## Geschichte
Die Geschichte der schottischen Kronjuwelen beginnt 1306, als Robert the Bruce mit einem Reif aus Gold gekrönt wurde. Es wird im Allgemeinen angenommen, dass dieser Goldreif noch Bestandteil der heutigen Krone ist.
Während der Herrschaft von James IV. kamen das Schwert und das Zepter als Geschenke von Papst Julius II. nach Schottland, das Zepter 1494 und das Schwert, die Scheide und der Gürtel 1507. James IV. war der erste König, der bei seiner Krönung eine sogenannte Königskrone, d. h. eine mit gewölbten Bügeln überspannte Krone trug.
James V. ließ 1525 den Handschutz des Schwertes erneuern, das Zepter verlängern und mit mehr Gold und Edelsteinen die Krone neu schaffen. Die Krone wurde 1540 umgearbeitet, weil sie stark beschädigt war. Dabei wurde auch die ältere lilafarbene Samthaube durch eine Purpurhaube ersetzt und mit Hermelinfell besetzt. 1543 wurden die veränderten Kronjuwelen das erste Mal verwendet, als Maria Stuart zur Königin gekrönt wurde.
1603 bestieg ihr Sohn James VI. zugleich den englischen Thron und zog nach London, wo seither die Könige residieren. Vor Oliver Cromwell, der nach der Hinrichtung Karls I. 1649 fast alle englischen Kronjuwelen einschmelzen ließ, wurden die Honours of Scotland versteckt, zuerst auf Dunnottar Castle und nach dessen Belagerung durch die New Model Army unter dem Fußboden der unscheinbaren Dorfkirche von Kinneff bei Inverbervie. Charles II. wurde nach der Restauration der Monarchie 1651 als letzter schottischer Monarch mit den Ehrenzeichen gekrönt. Danach wurden sie bei Sitzungen des schottischen Parlaments als Symbol für den abwesenden Monarchen aufgestellt. 1707, nach der Union mit England, wurden die Ehrenzeichen in eine Truhe im Kronzimmer von Edinburgh Castle eingeschlossen, und als Walter Scott 111 Jahre später die Erlaubnis bekam, die Truhe zu öffnen, lagen sie noch genauso da, wie man sie 1707 hineingelegt hatte. Im Zweiten Weltkrieg wurden sie erneut versteckt, aus Furcht vor einer deutschen Invasion. 1996 wurde der Stein von Scone aus London nach Schottland zurückgebracht und im Kronzimmer neben den Kronjuwelen aufgestellt, wo sie im Rahmen einer Dauerausstellung zu besichtigen sind. Als 1999 erstmals seit 1707 wieder ein Schottisches Parlament zusammentrat, wurde die schottische Königskrone der anwesenden Königin Elisabeth II. vorausgetragen, angeblich, weil die Krone zu fragil war, um durch die Queen getragen zu werden. Die Zeremonie wird seither bei jeder Parlamentseröffnung zu Beginn der Legislaturperiode wiederholt. Das Privileg dazu gebührt dem Duke of Hamilton.